# One Piece mùa 1
Mùa đầu tiên của loạt phim anime One Piece được sản xuất bởi Toei Animation, vào đạo diễn bởi Kounosuke Uda. Phần này được chuyển thể từ mười hai tập đầu tiên của bộ truyện tranh của Eiichiro Oda và phát sóng trên Fuji TV từ ngày 20 tháng 10 năm 1999 đến ngày 7 tháng 3 năm 2001, tổng cộng là 61 tập. Phần đầu tiên mô tả những chiến công của thuyền trưởng băng hải tặc "Mũ Rơm" Monkey D. Luffy và khi cậu tập hợp thủy thủ đoàn của mình và tiến đến Đại Hải Trình để tìm kiếm kho báu tiêu đề huyền thoại "One Piece" để trở thành Vua Hải Tặc.
Năm 2004, 4Kids Entertainment đã cấp phép cho loạt phim này được phát sóng lồng tiếng Anh với nội dung được biên tập kỹ lưỡng. 4Kids đã biên tập các tập phim theo nội dung, hợp nhất một tập phim và bỏ đi 18 tập phim, do đó giảm số tập phim của mùa phim xuống còn tổng cộng 53 tập. Bộ phim được công chiếu tại Hoa Kỳ vào ngày 18 tháng 9 năm 2004, trên Fox như một phần của khối chương trình FoxBox TV, kéo dài đến ngày 30 tháng 7 năm 2005. Funimation Entertainment sau đó đã cấp phép cho loạt phim và phát hành phần đầu tiên dưới dạng bốn tập hợp song ngữ chưa biên tập và chưa cắt; tập đầu tiên được phát hành vào ngày 27 tháng 5 năm 2008 và tập cuối cùng được phát hành vào ngày 31 tháng 3 năm 2009. Tại Việt Nam, mùa 1 được lồng tiếng bởi Công ty Cổ phần Truyền thông Thanh Thiếu Nhi (TTN Media) và phát sóng trên kênh HTV3 từ ngày 29 tháng 10 năm 2015 đến ngày 5 tháng 4 năm 2016. 
Mùa này sử dụng bốn bản nhạc nhạc chủ đề: hai bản nhạc mở đầu và hai bản nhạc kết thúc. Bản nhạc mở đầu đầu tiên là single đã giành giải thưởng "We Are!" (ウィーアー! Wī Ā!), thể hiện bởi Hiroshi Kitadani bằng tiếng Nhật và Vic Mignogna bằng tiếng Anh (Bản lồng tiếng Funimation; Russell Velazquez ban đầu đã trình bày phiên bản tiếng Anh cho bản lồng tiếng 4Kids trước khi thay thế bằng "Pirate Rap") trong 47 tập đầu tiên. Bài hát mở đầu thứ hai, được sử dụng trong phần còn lại của mùa phim, là "Believe" của Folder5 bằng tiếng Nhật và Meredith McCoy bằng tiếng Anh. Bài hát kết thúc đầu tiên, có tựa đề "Memories" trong 30 tập đầu tiên, được trình bày bởi Maki Otsuki bằng tiếng Nhật và Brina Palencia bằng tiếng Anh, người cũng trình bày bài hát kết thúc thứ hai, có tựa đề "Run! Run! Run!" bằng tiếng Nhật, trong phần còn lại của mùa giải. Caitlin Glass trình bày phiên bản tiếng Anh của bài hát kết thúc thứ hai. 4Kids đã sử dụng nhạc gốc trong bản chuyển thể của họ, trong khi Funimation lựa chọn phiên bản tiếng Anh của các bản nhạc chủ đề.

## Tập phim
| Romance Dawn | |                      |                      |
| 1 | "Tôi là Luffy! Tôi nhất định sẽ trở thành Vua Hải Tặc!" "Ore wa Rufi! Kaizoku Ō ni Naru Otoko Da!" (俺はルフィ!海賊王になる男だ!)                                         | 20 tháng 10 năm 1999 | 29 tháng 10 năm 2015 |
| Trên đại dương, Alvida và băng hải tặc của cô tấn công một con tàu du lịch. Coby, một nô lệ của Alvida, phát hiện ra một cái thùng. Một trong những tên cướp biển của Alvida cố gắng mở thùng, nhưng một cậu bé xuất hiện và vô tình đánh anh ta. Những tên cướp biển còn lại tấn công cậu ta, nhưng người lạ ngăn họ lại và nói rằng tên cậu là Monkey D. Luffy. Luffy kéo Coby đến tầng hầm chứa đồ của con tàu, nơi cậu ăn và trò chuyện với Coby, người tiết lộ ước mơ trở thành một hải quân khi Luffy tiết lộ ước mơ trở thành Vua hải tặc của mình. Alvida đối mặt với Luffy, nhưng cậu trốn thoát và đánh ngã băng hải tặc của cô bằng sức mạnh Trái ác quỷ của mình. Luffy giải thích rằng cậu đã ăn Trái Gomu-Gomu, do đó cậu có đặc tính của cao su. Coby, được Luffy truyền cảm hứng, tự đứng lên bảo vệ mình khi Alvida đối đầu với họ. Luffy sử dụng tuyệt kỹ Gomu-Gomu no Pistol của mình với Alvida, đánh bại và bay ra biển. Luffy và Coby đi thuyền "mượn" từ thủy thủ đoàn của Alvida. Luffy hỏi về thợ săn hải tặc mà Coby đã nhắc đến trước đó. Coby nói rằng anh ta đã bị Hải Quân bắt giữ, và Luffy tuyên bố ý định đề nghị anh ta gia nhập thủy thủ đoàn của mình. | |                      |                      |
| 2 | "Tay kiếm tài ba xuất hiện! Thợ săn hải tặc Roronoa Zoro!" "Daikengō Arawaru! Kaizokugari Roronoa Zoro" (大剣豪現る!海賊狩りロロノア·ゾロ)                                | 17 tháng 11 năm 1999 | 30 tháng 10 năm 2015 |
| Luffy và Coby đến một nơi có căn cứ hải quân lớn, nơi Luffy phát hiện ra kiếm sĩ vĩ đại, "Thợ săn hải tặc" Roronoa Zoro bị trói vào một cây cột. Rika, một cô gái trẻ, đưa cho Zoro một ít cơm nắm do chính cô làm. Helmeppo, con trai của Đại úy hải quân Morgan, phát hiện ra điều này và đuổi Rika ra ngoài. Luffy yêu cầu Zoro tham gia phi hành đoàn của mình, nhưng Zoro từ chối và bảo Luffy đưa cho anh ta những viên cơm nắm. Luffy và Coby gặp Rika trong thị trấn, cô rất vui khi nghe rằng Zoro thích những viên cơm nắm. Cô kể cho họ nghe về việc Helmeppo đã mang con chó cưng hung dữ của mình vào quán bar của họ và Zoro đã đánh nó bất tỉnh để bảo vệ mọi người bên trong. Sau đó, anh ta đã lập một thỏa thuận với Helmeppo: nếu anh ta có thể sống sót khi bị trói vào một cây cột mà không có thức ăn hoặc nước uống trong ba mươi ngày, thì Helmeppo sẽ tha cho cô bé và mẹ cô bé. Tuy nhiên, Helmeppo nói rằng anh ta sẽ xử tử Zoro vào ngày hôm sau mặc dù anh ta đã nói vậy. Luffy đấm anh ta, và Helmeppo chạy đi báo cho cha mình. Trong khi Luffy xâm nhập căn cứ Hải quân để tìm kiếm kiếm của Zoro, Coby cố gắng cởi trói cho Zoro và giải thích tình hình cho anh ta. Morgan ra lệnh xử tử cả hai. Những người lính nổ súng, nhưng trước khi những viên đạn có thể chạm tới họ, Luffy nhảy khỏi căn cứ và sử dụng cơ thể cao su của mình để chặn những viên đạn. | |                      |                      |
| 3 | "Morgan đấu với Luffy! Cô gái xinh đẹp kia là ai?" "Mōgan tai Rufi! Nazo no Bishōjo wa Dare?" (モーガンVSルフィ!謎の美少女は誰?)                                          | 24 tháng 11 năm 1999 | 2 tháng 11 năm 2015  |
| Luffy đưa ba thanh kiếm cho Zoro để đổi lấy việc Zoro gia nhập phi hành đoàn của mình. Luffy và Morgan giao chiến. Tất cả các đòn tấn công của Morgan đều trượt và Luffy đánh Morgan ngã xuống đất. Trong khi đó, Helmeppo bắt Coby làm con tin. Nhưng Coby tuyên bố rằng anh sẽ không cản trở giấc mơ của Luffy, ngay cả khi điều đó có nghĩa là cái chết. Luffy tấn công Helmeppo, trong khi Zoro hạ gục Morgan ngay trước khi anh ta có thể giết Luffy. Khi Morgan ngã gục, Thủy quân lục chiến ném vũ khí của họ lên không trung để ăn mừng chiến thắng của thuyền trưởng. Sau đó, Luffy, Zoro và Coby đang ở trong nhà hàng của thị trấn với Rika và mẹ cô. Thủy quân lục chiến bước vào nhà hàng, và vì Luffy và Zoro là cướp biển, họ phải rời khỏi hòn đảo ngay lập tức. Luffy và Zoro chuẩn bị lên đường, và người đứng đầu Thủy quân lục chiến hỏi Coby có đi cùng họ không. Luffy tiếp tục giải thích rằng Coby đã dành thời gian trên tàu cướp biển của Alvida với tư cách là nô lệ của cô ta, và điều này khiến Coby tức giận vì nó sẽ phá hỏng cơ hội gia nhập Thủy quân lục chiến của anh ta. Coby đấm Luffy, để đáp trả Luffy đánh Coby đến gần chết. Hải quân thấy Coby không ở cùng họ, nên ra lệnh cho Luffy và Zoro rời đi. Khi họ làm vậy, Coby yêu cầu gia nhập Hải quân và được chấp nhận. Bên ngoài, Luffy và Zoro trèo lên thuyền của họ, và khi họ giương buồm, Hải quân chào họ vì đã cứu thị trấn, bao gồm cả Coby. Coby thề sẽ gặp lại Luffy, như một Hải quân gặp một tên hải tặc. | |                      |                      |
| 4 | "Quá khứ của Luffy! Shanks Tóc Đỏ xuất hiện!" "Rufi no Kako! Akagami no Shankusu Tōjō" (ルフィの過去!赤髪のシャンクス登場)                                                | 8 tháng 12 năm 1999  | 3 tháng 11 năm 2015  |
| Trong một cảnh hồi tưởng, Luffy lúc đó bảy tuổi ngồi trong một quán bar đầy những tên cướp biển của Shanks "Tóc Đỏ", cầu xin anh đưa mình ra biển. Nhưng tên thuyền trưởng cướp biển cười và từ chối. Một tên cướp tên là Higuma bước vào và gọi một vài thùng rượu. Shanks đưa cho hắn chai cuối cùng nhưng Higuma đập vỡ nó và làm nhục Shanks. Sau khi tên cướp rời khỏi quán bar, tất cả những tên hải tặc bắt đầu cười. Luffy tức giận vì tiếng cười của thủy thủ đoàn rằng Shanks đã không chống trả và trong cơn tức giận đã ăn một quả màu tím nằm trên quầy bar. Shanks nhận thấy điều này và cố gắng bắt Luffy nhổ nó ra, nhưng đã quá muộn. Shanks tức giận nói với Luffy rằng anh vừa ăn Trái Gomu-Gomu, một Trái ác quỷ, và bây giờ cậu là một người cao su và sẽ không bao giờ có thể bơi được nữa. Sau đó, Luffy bị Higuma và những tên cướp của hắn tấn công. Anh sắp bị giết, khi Shanks và thủy thủ đoàn của anh đến và dễ dàng đánh bại những tên đàn em của Higuma. Hoảng sợ, Higuma ném một quả bom khói và trốn thoát, mang theo Luffy. Anh ta chạy ra biển trên một chiếc thuyền. Ở đó, anh ta ném người không biết bơi xuống nước. Khi Higuma cười nhạo hoàn cảnh của Luffy, một con Hải Vương xuất hiện phía sau cậu và nuốt chửng cậu. Sau đó, con quái vật biển lao tới Luffy, nhưng Shanks đã ngăn con quái vật biển lại khi nó cắn một miếng, và chỉ bằng một cái nhìn, đã đuổi con quái vật đi. Luffy ôm chặt Shanks và bắt đầu khóc, vì cánh tay của Shanks đã bị con quái vật cắn đứt. Shanks trả lời rằng không sao cả, miễn là Luffy an toàn. Khi những tên cướp biển chuẩn bị rời đi, Luffy quyết định rằng mình sẽ tự mình trở thành một hải tặc, rằng cậu sẽ tập hợp một phi hành đoàn của riêng mình để đánh bại phi hành đoàn của Shanks, và rằng cậu sẽ trở thành Vua hải tặc. Shanks đưa chiếc mũ rơm của mình cho Luffy và hứa rằng một ngày nào đó cậu sẽ trả lại nó, như một hải tặc vĩ đại. Quay trở lại hiện tại, Luffy bắn ná lên trời để bắt một con chim. Thay vào đó, chính cậu đã bị bắt. Zoro, giờ chỉ còn một mình trên thuyền, cố gắng theo kịp, chèo thuyền. Trên đường đi, anh đón ba người bị đắm tàu từ băng Buggy the Clown. Con chim chở Luffy bay qua một thị trấn, nơi nó bị bắn hạ bởi những người của Buggy. Luffy ngã xuống và đáp xuống ngay trước mặt Nami, người đang chạy trốn khỏi băng Buggy vì đã đánh cắp bản đồ quý giá của họ đến Đại Hải Trình. | |                      |                      |
| Orange Town | |                      |                      |
| 5 | "Sức mạnh huyền bí! Thuyền trưởng Hề Buggy!" "Kyōfu Nazo no Chikara! Kaizoku Dōke Bagīsenchō!" (恐怖!謎の力·海賊道化バギー船長!)                                          | 15 tháng 12 năm 1999 | 4 tháng 11 năm 2015  |
| 6 | "Tình thế hiểm nguy! Người dạy thú Mohji và Luffy!" "Zettai Zetsumei! Mōjūtsukai Mōji VS Rufi!" (絶体絶命!猛獣使いモージvsルフィ!)                                        | 29 tháng 12 năm 1999 | 5 tháng 11 năm 2015  |
| 7 | "Trận quyết đấu! Zoro và nghệ sĩ xiếc Cabaji!" "Sōzetsu Kettō! Kengō Zoro VS Kyokugei no Kabaji!" (壮絶決闘!剣豪ゾロvs曲芸のカバジ!)                                      | 29 tháng 12 năm 1999 | 6 tháng 11 năm 2015  |
| 8 | "Ai sẽ thắng? Cuộc chiến của những người ăn trái ác quỷ!" "Shōsha wa Dotchi? Akuma no Mi no Nōryoku Taiketsu!" (勝者はどっち?悪魔の実の能力対決!)                         | 29 tháng 12 năm 1999 | 9 tháng 11 năm 2015  |
| Arc Làng Syrup | |                      |                      |
| 9 | "Kẻ nói dối kinh hoàng? Thuyền trưởng Usopp!" "Seigi no Usotsuki? Kyaputen Usoppu" (正義のうそつき?キャプテンウソップ)                                                    | 12 tháng 1 năm 2000  | 10 tháng 11 năm 2015 |
| 10 | "Gã kỳ quái! Nhà thôi miên Jango!" "Shijō Saikyō no Hen na Yatsu! Saiminjutsushi Jango" (史上最強の変な奴!催眠術師ジャンゴ)                                               | 19 tháng 1 năm 2000  | 11 tháng 11 năm 2015 |
| 11 | "Âm mưu bị bại lộ! Quản gia hải tặc thuyền trưởng Kuro!" "Inbō o Abake! Kaizoku Shitsuji Kyaputen Kuro" (陰謀を暴け!海賊執事キャプテンクロ)                               | 26 tháng 1 năm 2000  | 12 tháng 11 năm 2015 |
| 12 | "Đấu với thủy thủ băng Kuro! Cuộc chiến trên đồi dốc!" "Gekitotsu! Kuroneko Kaizoku-dan Sakamichi no Daikōbō!" (激突!クロネコ海賊団坂道の大攻防!)                         | 2 tháng 2 năm 2000   | 13 tháng 11 năm 2015 |
| 13 | "Sợ hãi nhân đôi! Anh em Nyaban và Zoro!" "Kyōfu no Futarigumi! Nyāban Burazāsu VS Zoro" (恐怖の二人組!ニャーバン兄弟VSゾロ)                                              | 9 tháng 2 năm 2000   | 16 tháng 11 năm 2015 |
| 14 | "Luffy hồi sinh ! Ranh giới sống và chết của tiểu thư Kaya!" "Rufi Fukkatsu! Kaya-ojōsama no Kesshi no Teikō" (ルフィ復活!カヤお嬢様の決死の抵抗)                         | 16 tháng 2 năm 2000  | 17 tháng 11 năm 2015 |
| 15 | "Đánh bại Kuro! Quyết tâm đầy nước mắt của Usopp!" "Kuro o Taose! Otoko Usoppu Namida no Ketsui!" (クロを倒せ!男 ウソップ涙の決意)                                        | 23 tháng 2 năm 2000  | 18 tháng 11 năm 2015 |
| 16 | "Bảo vệ Tiểu Thư Kaya! Băng Hải Tặc của Usopp hành động!" "Kaya o Mamore! Usoppu Kaizoku-dan dai Katsuyaku!" (カヤを守れ!ウソップ海賊団大活躍!)                           | 1 tháng 3 năm 2000   | 19 tháng 11 năm 2015 |
| 17 | "Cơn tức giận bùng phát! Kuro và Luffy trong trận đánh cuối cùng!" "Ikari Bakuhatsu! Kuro vs Rufi Ketchaku no Yukue!" (怒り爆発!クロVSルフィ決着の行方!)                  | 8 tháng 3 năm 2000   | 20 tháng 11 năm 2015 |
| 18 | "Ông là một người đặc biệt! Gaimon và những người bạn tuyệt vời!" "Anta ga Chinjū! Gaimon to Kimyō na Nakama" (あんたが珍獣!ガイモンと奇妙な仲間)                         | 15 tháng 3 năm 2000  | 23 tháng 11 năm 2015 |
| Baratie | |                      |                      |
| 19 | "Quá khứ của ba thanh kiếm! Lời hứa giữa Zoro và Kuina!" "Santōryū no Kako! Zoro to Kuina no Chikai!" (三刀流の過去!ゾロとくいなの誓い!)                                  | 22 tháng 3 năm 2000  | 24 tháng 11 năm 2015 |
| 20 | "Đầu bếp trứ danh! Sanji và Nhà hàng nổi!" "Meibutsu Kokku! Kaijō Resutoran no Sanji" (名物コック!海上レストランのサンジ)                                                 | 12 tháng 4 năm 2000  | 25 tháng 11 năm 2015 |
| 21 | "Đúng là một vị khách rất bất ngờ! Đĩa cơm ngon lành của Sanji và ân huệ của Gin!" "Manekarezaru Kyaku! Sanji no Meshi to Gin no On" (招かれざる客!サ ンジの飯とギンの恩) | 12 tháng 4 năm 2000  | 26 tháng 11 năm 2015 |
| 22 | "Băng hải tặc lớn nhất! Thuyền trưởng Don Krieg!" "Saikyō no Kaizoku Kantai! Teitoku Don Kurīku" (最強の海賊艦隊!提督ドン·クリーク)                                       | 26 tháng 4 năm 2000  | 27 tháng 11 năm 2015 |
| 23 | "Bảo vệ Baratie! Hải tặc vĩ đại - Zeff Chân Đỏ!" "Mamore Baratie! Dai Kaizoku – Akaashi no Zefu" (守れバラティエ! 大海賊·赫足のゼフ)                                      | 3 tháng 5 năm 2000   | 30 tháng 11 năm 2015 |
| 24 | "Zoro và Mắt Diều Hâu! Kiếm khách Zoro chìm xuống biển!" "Taka no Me no Mihōku! Kengō Zoro Umi ni Chiru" (鷹の目のミホーク!剣豪ゾロ海に散る)                              | 10 tháng 5 năm 2000  | 1 tháng 12 năm 2015  |
| 25 | "Sự trỗi dậy của cú đá phi thường! Sanji và bức tường sắt Pearl!" "Hissatsu Ashiwaza Sakuretsu! Sanji vs Teppeki no Pāru" (必殺足技炸裂!サンジVS鉄壁のパール)             | 17 tháng 5 năm 2000  | 2 tháng 12 năm 2015  |
| 26 | "Ước mơ của Zeff và Sanji! Vùng đất trong truyền thuyết Đại Hải Trình!" "Zefu to Sanji no Yume Maboroshi no Ōruburū" (ゼフとサンジ の夢·幻のオールブルー)                 | 24 tháng 5 năm 2000  | 3 tháng 12 năm 2015  |
| 27 | "Ác ma tàn bạo Gin! Quân sư chỉ huy Hạm đội Hải tặc!" "Reitetsu Hijō no Kijin Kaizoku Kantai Sōchō Gin" (冷徹非情の鬼人·海賊艦隊総隊長ギン)                               | 31 tháng 5 năm 2000  | 4 tháng 12 năm 2015  |
| 28 | "Ta sẽ chiến thắng! Trận chiến cuối cùng - Don Krieg và Luffy!" "Shinanee yo! Gekitō Rufi vs Kurīku!" (死なねェよ!激闘ルフィVSクリーク!)                                  | 7 tháng 6 năm 2000   | 7 tháng 12 năm 2015  |
| 29 | "Trận huyết chiến đã đến hồi kết thúc! Ngọn giáo niềm tin!" "Shitō no Ketchaku!Hara ni Kukutta Ippon no Yari!" (決闘の決着!腹 にくくった1本の槍!)                         | 21 tháng 6 năm 2000  | 8 tháng 12 năm 2015  |
| 30 | "Khởi hành! Đầu bếp trên biển phiêu lưu cùng Luffy!" "Tabidachi! Umi no Kokku wa Rufi to Tomo Ni" (旅立ち!海のコックはルフィとともに)                                     | 28 tháng 6 năm 2000  | 9 tháng 12 năm 2015  |
| Arlong Park | |                      |                      |
| 31 | "Kẻ độc ác nhất Biển Đông! Người cá Arlong!" "Higashi no Umi Saiaku no Otoko! Gyojin Kaizoku Āron!" (東の海最悪の男!魚人海賊アーロン!)                                    | 12 tháng 7 năm 2000  | 10 tháng 12 năm 2015 |
| 32 | "Phù thủy làng Cocoyashi! Nữ chỉ huy thủy thủ băng Arlong!" "Kokoyashi Mura no Majo! Āron no On'nakanbu" (ココヤシ村の魔女!アーロンの女幹部)                              | 19 tháng 7 năm 2000  | 11 tháng 12 năm 2015 |
| 33 | "Cái chết của Usopp? Luffy vẫn chưa tới đất liền?" "Usoppu Shisu? Rufi Jōriku wa Mada?" (ウソップ死す!?ルフィ上陸はまだ?)                                                 | 19 tháng 7 năm 2000  | 14 tháng 12 năm 2015 |
| 34 | "Tập hợp! Usopp kể lại sự thật về Nami!" "Zen'in Shūketsu! Usoppu ga Kataru Nami no Shinjitsu" (全員集結!ウソップが語るナミの真実)                                        | 26 tháng 7 năm 2000  | 15 tháng 12 năm 2015 |
| 35 | "Quá khứ được giấu kín! Nữ chiến binh Bellemere!" "Himerareta Kako! On'nasenshi Berumēru!" (秘められた過去!女戦士ベルメール!)                                             | 2 tháng 8 năm 2000   | 16 tháng 12 năm 2015 |
| 36 | "Sống sót! Mẹ Bellemere và gia đình của Nami!" "Ikinuke! Haha Berumēru to Nami no Kizuna!" (生き抜け!母ベ ルメールとナミの絆!)                                            | 9 tháng 8 năm 2000   | 17 tháng 12 năm 2015 |
| 37 | "Luffy đứng dậy! Kết cục của lời hứa bị phá vỡ!" "Rufi Tatsu! Uragirareta Yakusoku no Ketsumatsu!" (ルフィ立つ!裏切られた約束の結末)                                      | 16 tháng 8 năm 2000  | 18 tháng 12 năm 2015 |
| 38 | "Luffy gặp rắc rối! Người Cá đấu với Băng hải tặc Luffy!" "Rufi Dai Pinchi! Gyojin vs Rufi Kaizoku-dan" (ルフィ大ピンチ!魚人VSルフィ海賊団)                               | 23 tháng 8 năm 2000  | 21 tháng 12 năm 2015 |
| 39 | "Luffy đang chìm! Zoro và bạch tuộc Hatchi!" "Rufi Suibotsu! Zoro vs Tako no Hatchan" (ルフィ水没!ゾロVSタコのはっちゃん)                                                 | 30 tháng 8 năm 2000  | 22 tháng 12 năm 2015 |
| 40 | "Niềm tự hào của những thủy thủ! Trận chiến oai hùng của Sanji và Usopp!" "Hokori Takaki Senshi! Gekitō Sanji to Usoppu" (誇り高き戦士! 激闘サンジとウソップ)             | 6 tháng 9 năm 2000   | 23 tháng 12 năm 2015 |
| 41 | "Luffy giỏi nhất! Dũng khí của Nami và nhóm Mũ Rơm!" "Rufi Zenkai! Nami no Ketsui to Mugiwara Bōshi" (ルフィ全開!ナミ の決意と麦わら帽子)                                 | 13 tháng 9 năm 2000  | 24 tháng 12 năm 2015 |
| 42 | "Arlong tấn công! Trận chiến bắt đầu!" "Sakuretsu! Gyojin Āron Umi Kara no Mōkōgeki!" (炸裂!魚人アーロン海からの猛攻撃!)                                                  | 27 tháng 9 năm 2000  | 25 tháng 12 năm 2015 |
| 43 | "Ngày tàn của Đế chế Người cá! Nami là đồng đội của ta!" "Gyojin Teikoku no Owari! Nami wa Ore no Nakama da!" (魚人帝国の終り!ナミは俺の仲間 だ!)                         | 27 tháng 9 năm 2000  | 28 tháng 12 năm 2015 |
| 44 | "Ra khơi với nụ cười! Tạm biệt quê hương làng Cocoyashi!" "Egao no Tabitachi! Saraba Kokyō Kokoyashi Mura" (笑顔の旅立ち!さらば故郷ココヤシ村)                            | 11 tháng 10 năm 2000 | 29 tháng 12 năm 2015 |
| 45 | "Tiền thưởng hải tặc! Mũ Rơm nổi tiếng trên toàn thế giới!" "Shōkinkubi! Mugiwara no Rufi yo ni Shirewataru" (賞金首!麦わらのルフィ世に知れ渡る)                          | 25 tháng 10 năm 2000 | 30 tháng 12 năm 2015 |
| Cuộc Phiêu Lưu Của Buggy | |                      |                      |
| 46 | "Đuổi theo Mũ Rơm! Cuộc phiêu lưu vĩ đại của Buggy tí hon!" "Mugiwara o Oe!Chiisana Bagī no Dai Bōken" (麦わらを追え! 小さなバギーの大冒険)                               | 1 tháng 11 năm 2000  | 31 tháng 12 năm 2015 |
| 47 | "Thời cơ đã điểm! Sự trở lại của Vua Hề Buggy!" "Omachi Ka Ne! Aa Fukkatsu no Bagī Senchō" (お待ちかね!あ あ復活のバギー船長)                                             | 8 tháng 11 năm 2000  | 1 tháng 1 năm 2016   |
| Loguetown | |                      |                      |
| 48 | "Thành phố của sự khởi đầu và kết thúc! Cập bến Loguetown!" "Hajimari to Owari no Machi – Rōgutaun Jōriku" (始まりと終わり の町·ローグタウン上陸)                         | 22 tháng 11 năm 2000 | 4 tháng 1 năm 2016   |
| 49 | "Sandai Kitetsu và Yubashiri! Kiếm mới của Zoro và nữ sĩ quan xinh đẹp!" "Sandai Kitetsu to Yubashiri! Zoro no Shintō to Josōchō" (三代鬼徹と雪走!ゾロの新刀と女曹長)     | 22 tháng 11 năm 2000 | 5 tháng 1 năm 2016   |
| 50 | "Usopp và Daddy! Trận đấu lúc giữa trưa!" "Usoppu vs Kozure no Dadi Mahiru no Kettō" (ウソップVS子連 れのダディ真昼の決闘)                                                | 29 tháng 11 năm 2000 | 6 tháng 1 năm 2016   |
| 51 | "Trận chiến bếp núc? Sanji và đầu bếp xinh đẹp!" "Honō no Ryōri Batoru? Sanji vs Bijin Shefu" (炎の料理バトル?サンジVS美人シェフ)                                         | 6 tháng 12 năm 2000  | 7 tháng 1 năm 2016   |
| 52 | "Sự trả thù của Buggy! Người mỉm cười trên pháp trường!" "Bagī no Ribenji! Shokeidai de Warau Otoko!" (バギーのリベン ジ!処刑台で笑う男!)                                 | 13 tháng 12 năm 2000 | 8 tháng 1 năm 2016   |
| 53 | "Huyền thoại bắt đầu! Đường đến Đại Hải Trình!" "Densetsu wa Hajimatta! Mezase Idai Naru Kōro" (伝説は始まった!目指せ偉大なる航路)                                        | 10 tháng 1 năm 2001  | 23 tháng 3 năm 2016  |
| Arc Đảo Tàu Chiến | |                      |                      |
| 54 | "Điềm báo về một cuộc phiêu lưu mới! Cô bé Apis!" "Arata Naru Bōken no Yokan! Nazo no Shōjo Apisu" (新たなる冒険の 予感!謎の少女アピス)                                   | 17 tháng 1 năm 2001  | 24 tháng 3 năm 2016  |
| 55 | "Sinh vật thần thánh! Bí mật của Apis và hòn đảo truyền thuyết!" "Kiseki no Ikimono! Apisu no Himitsu to Densetsu no Shima" (奇跡の生物!アピスの秘密と伝説の島)           | 24 tháng 1 năm 2001  | 25 tháng 3 năm 2016  |
| 56 | "Đòn tấn công của Erik! Cuộc đào thoát ngoạn mục của Gunkan!" "Erikku Shutsugeki! Gunkanjima Kara no Dai Dasshutsu!" (エリック出撃!軍艦島からの大脱出!)                   | 31 tháng 1 năm 2001  | 28 tháng 3 năm 2016  |
| 57 | "Hòn đảo đơn độc ngoài biển xa! Đảo Mất Tích!" "Zekkai no Kotō! Densetsu no Rosuto Airando" (絶海の孤島!伝 説のロストアイランド)                                          | 7 tháng 2 năm 2001   | 29 tháng 3 năm 2016  |
| 58 | "Đấu tay đôi! Zoro đấu với Erik!" "Haikyō no Kettō! Kinpaku no Zoro tai Erikku!" (廃虚の決闘!緊 迫のゾロVSエリック)                                                       | 21 tháng 2 năm 2001  | 30 tháng 3 năm 2016  |
| 59 | "Luffy không có lối thoát! Kế hoạch bí mật của đô đốc Nelson!" "Rufu Kanzen Hōi! Teitoku Neruson no Hissaku" (ルフィ完全包囲!提督ネルソンの秘策)                          | 21 tháng 2 năm 2001  | 31 tháng 3 năm 2016  |
| 60 | "Bay lên trời cao! Huyền thoại 1000 năm lặp lại!" "Ōsora o Mau Mono! Yomigaeru Sennen no Densetsu!" (大空を舞うもの!甦る千年の伝説)                                       | 28 tháng 2 năm 2001  | 4 tháng 4 năm 2016   |
| 61 | "Cơn thịnh nộ kết thúc! Tiến vào Lục địa Đất Đỏ!" "Ikari no Ketchaku! Akai Dairiku o Norikoero!" (怒りの決着!赤い大陸を乗り越えろ!)                                       | 7 tháng 3 năm 2001   | 5 tháng 4 năm 2016   |